# El pequeño caos
El pequeño caos (Das kleine Chaos) es un cortometraje aleman dirigido por Rainer Werner Fassbinder, lanzado en 1967.

## Trama
Tres jóvenes que venden revistas puerta a puerta ingresan al apartamento de una mujer para robarle.

## Ficha técnica
- Título : El pequeño caos
- Título original: Das kleine Chaos
- Dirección: Rainer Werner Fassbinder
- Guion: Rainer Werner Fassbinder
- Fotografía: Michael Fengler
- País de origen: Alemania
- Formato: Blanco y negro - 1.37:1 - Mono
- Género: Cortometraje
- Duración: 9 minutos
- Fecha de estreno: 1967

## Elenco
- Christoph Roser : Theo
- Marite Greiselis : Marite
- Rainer Werner Fassbinder : Franz
- Lilo Pempeit : Sra. Eder